# 도쿄도기

도쿄도기

도쿄도기(일본어: 東京都旗 とうきょうとき[*])는 일본의 도도부현이자 수도인 도쿄도의 깃발이다.

## 역사

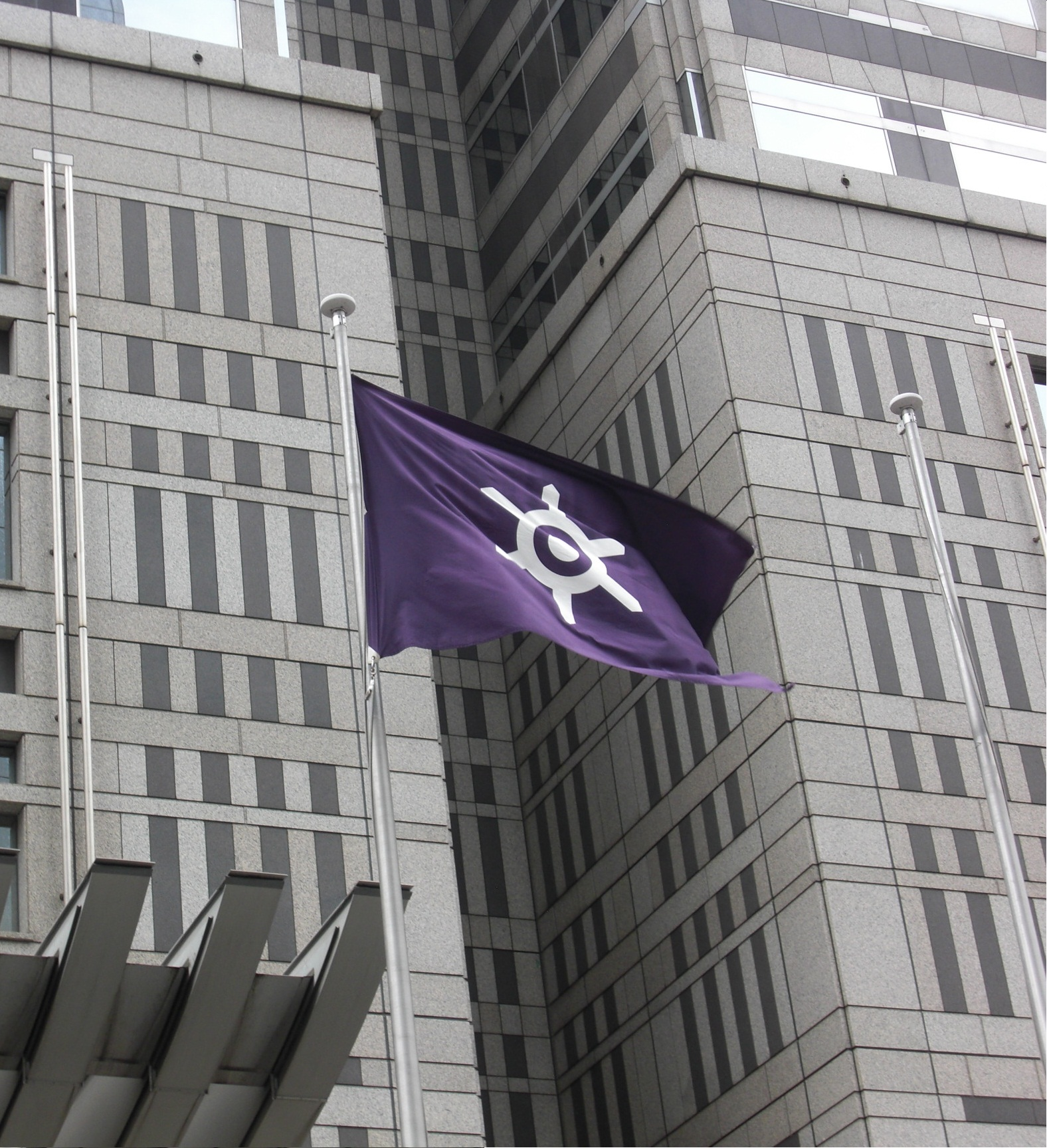
도쿄도청 제2본청사 앞에 게양되어 있는 도기의 모습

### 도쿄도장
도쿄도기에 들어 있는 문장은 '도쿄도장' (東京都章)이라 부르며, 오랜 역사를 지니고 있다. 도쿄시참사 (東京市参事) 회원이었던 와타나베 고키 (渡辺洪基)가 고안한 것으로 알려져 있으며, 1889년 12월 시제특례 시행에 맞추어 도쿄시 문장 (고시 제464호)로 공식 제정되었다. 문장의 모습이 마치 거북이를 위에서 바라본 것과 닮았기에 '거북이 마크' (亀の子マーク)라 부르기도 했다. 문장 자체는 '일본도쿄시' (日本東京市)라는 한자 5개를 모아 태양빛이 여섯 방향으로 뻗는 모습으로 형상화한 것으로, 일본의 수도이자 중심지로서 도쿄가 발전하기를 바라는 의도가 담겨 있다.
도쿄도장은 지금까지 사용되고 있는 일본의 각 도도부현 문장 중에서도 가장 오래된 것으로, 지바현 문장 (1909년 제정)보다 20년 더 오래된 것이다. 다만 도쿄시와 도쿄부가 폐지되고 도쿄도로 바뀐 1943년 11월 8일부터 비로소 '도쿄도장'으로 불리게 되었다.

### 도쿄도기
도쿄도기는 에도를 상징하는 색깔인 에도 자주색을 바탕으로 문장을 중앙에 배치한 형상이다. 1964년 도쿄 하계 올림픽이 개막하기 직전이던 1964년 10월 1일 고시 제1042호로 제정되었다. 2015년 1월 1일부터는 저작권 만료로 배색을 비롯하여 퍼블릭 도메인이 되었다.
1989년 도쿄도 심볼마크가 제정되면서 1990년대부터는 흰색 바탕에 녹색 마크를 배치한 기가 더 많이 사용되고 있기 때문에, 일상에서 도쿄도기를 접하기는 쉽지 않게 되었다. 하지만 도립고등학교나 수도대학 도쿄의 입학식과 졸업식에서는 여전히 이 기를 사용하고 있다.

## 활용

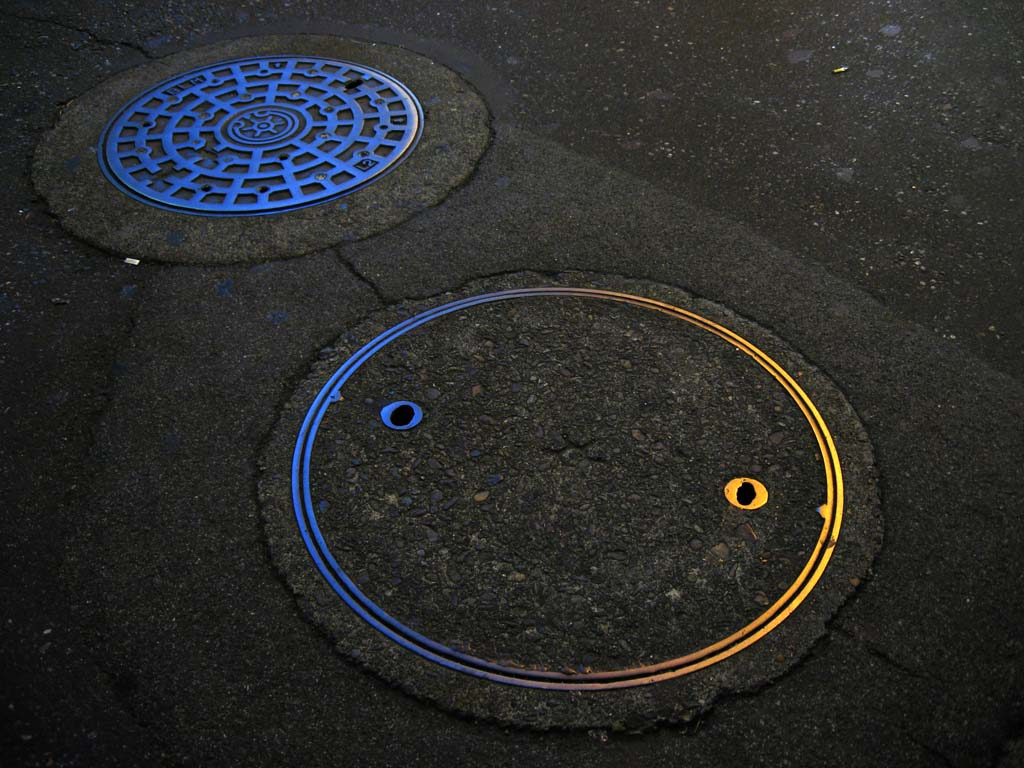
맨홀 뚜껑

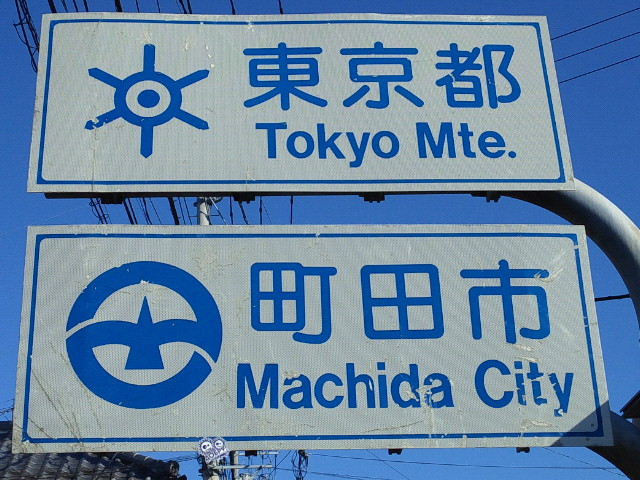
지역 안내판

도쿄도의 설명에 따르면 "역사적 보존물에서 예술성이 높고 보존할 것", "역사와 전통을 표현해야 하는 것", "재고와 수명, 이용상황을 감안하고, 더 한층 일정 기간 동안 사용할 필요가 있는 것" 중의 하나에 해당될 경우에만 공공시설과 기관에서 도쿄도장을 쓸 수 있도록 해놓고 있다. 지금은 도쿄 23구의 맨홀 뚜껑이나 오래된 지역 안내판에서 주로 찾아볼 수 있다.
도쿄도 교통국은 도쿄시 전기국으로 창설될 때부터 도쿄도장을 약간 변형시킨 '국문' (局紋)을 사용해왔고, 1990년대에 도쿄도 마크가 도입될 때까지 보편적으로 사용되었다. 심볼 마크가 제정된 이후로는 사용 빈도가 많이 줄어들었지만, 도에이 지하철, 도에이 버스, 도덴 아라카와 선, 닛포리 도네리 라이너용으로 발행되는 승차권 바탕무늬나, 도덴 아라카와 9000형 전동차의 장식 등에서 찾아볼 수 있다.